# 拉什科市鎮

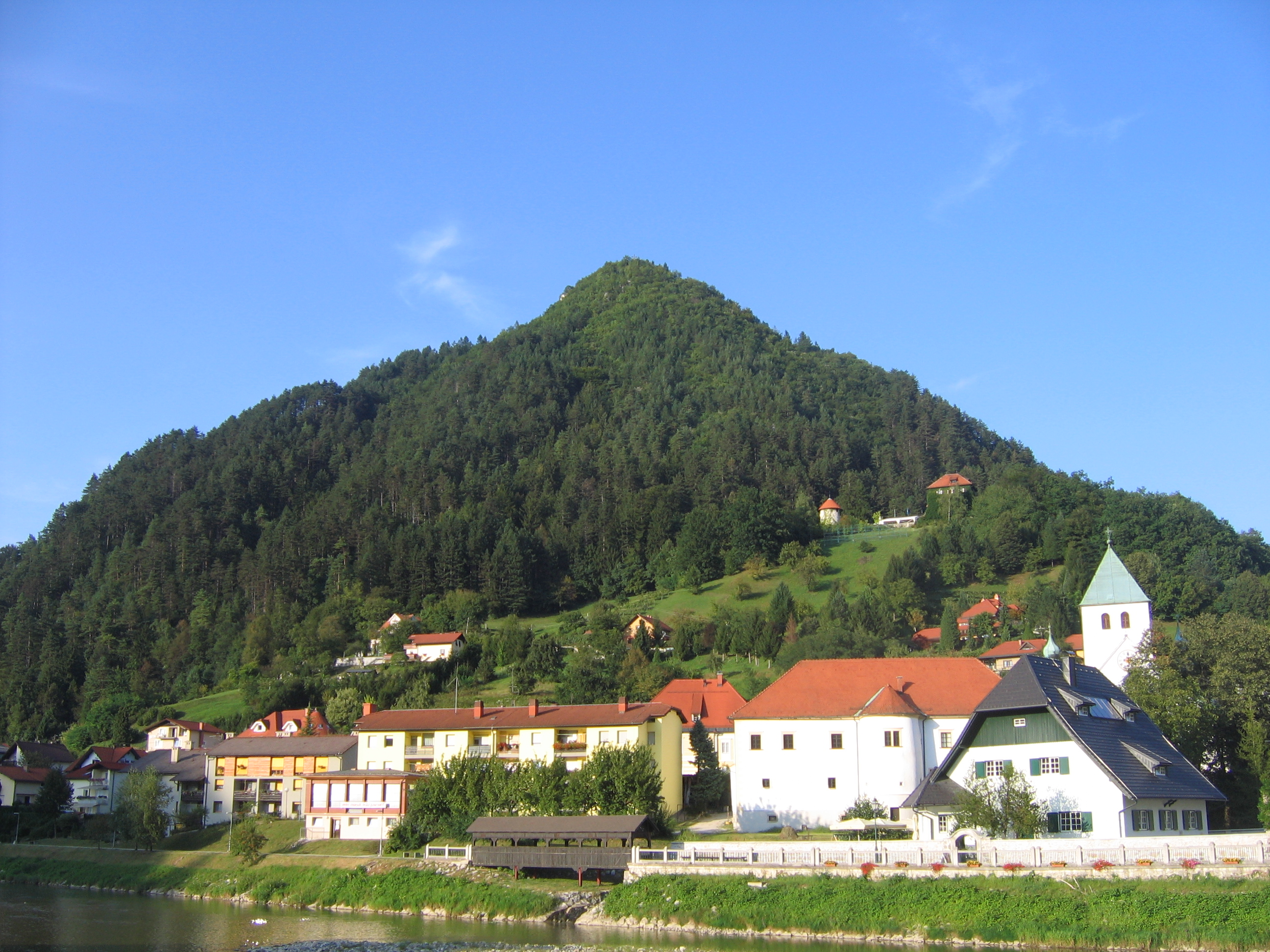

拉什科市鎮是斯洛文尼亞東部的一個市镇，行政中心为拉什科。位於薩維尼亞河畔，距離首都盧布爾雅那85公里，面積197.5平方公里，該鎮以釀酒和溫泉著名，2002年人口13,730。

## 外部連結
- 官方网站  （斯洛文尼亚文）
- Laško on Geopedia （页面存档备份，存于）
- Festival of Beer and Flowers
- Festival background